# Langue OVS
| Ordre                                                     | Résultat en français | Proportion            | Exemples              |
| --------------------------------------------------------- | -------------------- | --------------------- | --------------------- |
| SOV                                                       | il la pomme mange    | 45 %                  | Japonais, latin, turc |
| SVO                                                       | il mange la pomme    | 42 %                  | Français, mandarin    |
| VSO                                                       | mange il la pomme    | 9 %                   | Irlandais, arabe      |
| VOS                                                       | mange la pomme il    | 3 %                   | Malgache, baure       |
| OVS                                                       | la pomme mange il    | 1 %                   | Apalai, hixkaryana    |
| OSV                                                       | la pomme il mange    | {\displaystyle <} 1 % | Warao, vieux norrois  |
| Proportions calculées sur 402 langues par Tomlin (1986),. |                      |                       |                       |

Une langue OVS est, en typologie syntaxique, une langue dont les phrases suivent généralement un ordre objet-verbe-sujet. Dans les études typologiques, l’ordre des mots OVS est souvent considéré comme inexistant puisqu'il représente très peu de langues.

## Fréquence
Cet ordre est le cinquième en fréquence et est représenté par 1 % des langues. Les deux ordres des verbes qui commencent avec un objet, OVS et OSV, sont les plus rares. L’ordre OVS est la deuxième plus rare, après OSV. Une focalisation ou une actualisation structurale est créée quand l’objet est déplacé au début de la phrase. Une actualisation est un mécanisme de syntaxe qui provoque un sujet, un mot ou une phrase d’être le sujet de la phrase ou du discours en le plaçant en premier.

## Utilisation majeure
Toutes les langues OVS qui sont connues sont des langues amazoniennes. Parmi les langues amérindiennes, la plupart sont dans la famille caribe.
La première attestation de l'existence de l'ordre OVS se trouve dans la présentation d'un point de morphologie d'une langue caribe du Venezuela : le e'ñepa (ou panaré). Cette probable première attestation, citée par Derbyshire à l'origine des recherches systématiques sur l'ordre OVS dans les langues caribes, dont le hixkaryana, est publiée dans une revue vénézuélienne[Laquelle ?].
La première systématiquement décrite est une langue indigène du Brésil, le hixkaryana.
Les trois autres langues caribes OVS connues sont la langue des Macuxi, l'apalai et le trio (langue des Tiriyó).
Deux autres langues OVS sont connues :  le bara — langue également amérindienne mais de la famille tucanoane — et l’urarina, un isolat du Pérou.
L’Atlas Mondial des Structures Linguistiques a enregistré onze langues qui suivent l’ordre des mots OVS. Toutes viennent d’Amérique du Sud, du Soudan, d’Australie et de Polynésie. Cependant, la recherche effectuée par Debryshire et Pullum, enregistre six autres langues, toutes parlées en Amérique du Sud. Ce nombre total de dix-sept langues est cependant discutable. Le débat est déterminé si oui ou non l’ordre des mots OVS compte si ça coexiste avec d’autres commandes des mots fréquents, dont certaines de ces langues font.[pas clair]
Les langues et l’ordre des mots peuvent être rigide ou flexible. L’ordre des mots OVS est plutôt rigide. Cependant, l’ordre des mots le plus souvent utilisé avec OVS est SOV. Les langues wichita, apalaí et macushi en sont le parfait exemple.

## Exemples
La langue hixkryana, qui a le plus grand nombre de renseignements linguistiques disponibles de toutes les langues des Caraïbes, est donc utilisée comme un exemple fréquent.
Il apparaît en arrière et agrammatique à la plupart des autres langues, mais le sens propositionnel ne change pas.
1. toto y-ono-ye kamara
homme  mange  jaguar
O        V          S
le jaguar a mangé l'homme
2. ohxe rmahaxa n-∅-aha woto
bonne   très   viande
O          V         S
la viande est très bonne[5]
3. Cet exemple est de la langue makusi.
wei pona i-tiri-'pi- i-ya
au soleil   l'a mis     il
O              V            S
il l'a mis au soleil[11]
4. André Cauty, en 1974, a proposé l'exemple suivant :
Objet   Verbe      Sujet
pi?     kokampö?   unkï?
enfant laver femme
La femme lave l'enfant
Cela est en contraste avec ceci :
unkï? kokampö? pi?
femme laver enfant
L'enfant lave la femme